# Eupoecilia engelinae
Eupoecilia engelinae es una especie de polilla del género Eupoecilia, familia Tortricidae.
Fue descrita científicamente por Diakonoff en 1941.

## Distribución
Se encuentra en Indonesia.